# Sociedad Sacerdotal de la Santa Cruz

La Sociedad Sacerdotal de la Santa Cruz es una asociación de clérigos (diáconos y sacerdotes), fundada en Madrid el 14 de febrero de 1943 por el sacerdote español san Josemaría Escrivá de Balaguer. Esta asociación de clérigos se encuentra intrínsecamente unida al Opus Dei y pertenecen a ella tanto los sacerdotes (agregados y numerarios) del clero de la prelatura del Opus Dei como los presbíteros y diáconos del clero secular incardinados en una diócesis. Actualmente pertenecen a la Sociedad Sacerdotal de la Santa Cruz unos 4.000 socios: unos 1.900 clérigos de distintas diócesis y 2.083 sacerdotes incardinados en la prelatura del Opus Dei. El presidente de esta asociación es el prelado del Opus Dei.

## Historia
La Sociedad Sacerdotal de la Santa Cruz se erigió canónicamente el 8 de diciembre de 1943, tras haber recibido, el 11 de octubre anterior, el llamado nihil obstat o aprobación oficial de la Santa Sede. En su origen, su función era la de crear un cuerpo sacerdotal dentro del Opus Dei y proveniente del Opus Dei, pero con posterioridad se usó para incluir en el Opus Dei a sacerdotes diocesanos. Tal como se aprobó el Opus Dei en 1943, no existía posibilidad jurídica de incluir al clero secular dentro de la asociación de clérigos; pero san Josemaría encontró una solución para que los sacerdotes diocesanos pudiesen pertenecer a la Sociedad como unida al Instituto Secular con la intención de atenderles espiritual y pastoralmente. El 16 de junio de 1950 la Santa Sede aprobó que los presbíteros incardinados en las diócesis pudiesen formar parte de la Sociedad Sacerdotal de la Santa Cruz.
El 28 de noviembre de 1982, el papa Juan Pablo II erigió el Opus Dei como prelatura personal de ámbito internacional y la Sociedad Sacerdotal de la Santa Cruz como asociación de clérigos intrínsecamente unida a la Prelatura. En definitiva es una forma de que los sacerdotes diocesanos pertenezcan si no por derecho, sí de hecho al Opus Dei.

## Finalidad
La misión de la Sociedad Sacerdotal de la Santa Cruz es ofrecer formación doctrinal y ayuda espiritual a los sacerdotes diocesanos según el carisma del Opus Dei. Este mensaje implica una radical toma de conciencia de las exigencias de santidad y de la evangelización en plena conformidad con la propia condición diocesana. 

## Administración
El presidente es el presbítero Fernando Ocáriz Braña, prelado del Opus Dei que sustituyó a monseñor Javier Echevarría.